# Alejandro Ropero
Ropero  Molina est un nom espagnol. Le premier nom de famille, en général paternel, est Ropero ; le second, en général maternel, souvent omis, est Molina.
Alejandro Ropero Molina, né le 17 avril 1998 à Villa de Otura (Andalousie), est un coureur cycliste espagnol.

## Biographie
Alejandro Ropero commence la compétition cycliste en 2006 dans une école de cyclisme de Churriana de la Vega, vers l'âge de huit ans. 
En 2015, il rejoint le club Fenavin. L'année suivante, il intègre l'équipe de la Fondation Contador,. Il termine notamment deuxième du Tour du Portugal juniors et troisième au classement final de la Coupe d'Espagne juniors.
En aout 2018, il devient stagiaire au sein de l'équipe continentale Polartec-Kometa, née de l'initiative de la Fondation Contador. Il participe au Tour de Burgos, où il se glisse dans une échappée durant une étape. Lors de la saison 2019, il s'illustre en étant l'un des meilleurs amateurs en Espagne. Au printemps, il finit deuxième au classement final de la Coupe d'Espagne amateurs,. Il se distingue également dans les courses par étapes en obtenant deux victoires et divers podiums. 
Ses bons résultats lui permettent de passer professionnel en 2020 chez Kometa.

## Palmarès
- 2016
  - Trofeu 15 d'Abril
  - 2e étape du Tour des Portes du Pays d'Othe (contre-la-montre par équipes)
  - 2e du Tour du Portugal juniors
  - 3e de la Coupe d'Espagne juniors
- 2018
  - 3e du Tour de Salamanque
- 2019
  - 1re étape du Tour de la Bidassoa
  - 4e étape du Tour de Zamora
  - Trofeu Fira d'Agost
  - 2e de la Santikutz Klasika
  - 2e de la Coupe d'Espagne amateurs
  - 2e du Tour de Galice
  - 3e du Trophée Guerrita
  - 3e du Mémorial Pascual Momparler
  - 3e du Grand Prix Macario
  - 3e du Tour de la Bidassoa
  - 3e de la Prueba Loinaz
- 2020
  - 1re étape du Tour d'Italie espoirs
- 2024
  - 3e du Trophée Eusebio Vélez
  - 3e du Premio Nuestra Señora de Oro

## Classements mondiaux
| Année                                 | 2020  | 2021  | 2022  | 2023  |
| ------------------------------------- | ----- | ----- | ----- | ----- |
| Classement mondial                    | 1200e | 1271e | 1440e | 1759e |
| UCI Europe Tour                       | 925e  | 913e  | 979e  | nc    |
|                                       |       |       |       |       |
| Légende : nc = non classéSource : UCI |       |       |       |       |